# Capital Bra
Capital Bra, né le 23 novembre 1994 en Sibérie, Russie ; de son vrai nom Wladislaw Balowazki, autre orthographe Vladislav Balovatskyy, russe Владислав Баловацкий, translittération scientifique Vladislav Balovackij), également connu en tant que Joker Bra ou Capi, est un rappeur allemand avec des racines ukrainiennes et russes de Berlin. Il possède son propre label « Bra Musik », dont la distribution est assurée par Universal Urban. Il est l'interprète avec le plus de titres numéro un et les 10 meilleurs succès de l'histoire des classements allemands et autrichiens et le premier artiste qui a réussi en huit ans à placer treize hits numéro un dans les classements musicaux allemands.

## Biographie
Ses parents originaires de Russie et d'Ukraine sont des employés d'une compagnie pétrolière. Sa famille déménage ensuite à Dnipropetrovsk en Ukraine, où il passe une partie de son enfance. À sept ans, lui et sa mère s'installent à Berlin-Alt-Hohenschönhausen. Enfant, il joue au football au BFC Dynamo. Adolescent, il tombe dans la petite délinquance et est condamné en tant que mineur. En raison de bagarres, il doit souvent changer d'école et quitte la scolarité à seize ans.
Capital Bra commence à écrire des textes de rap à l'âge de onze ans. Après avoir été actif principalement dans la scène underground de Berlin, il apparaît en 2014 pour la première fois dans Rap am Mittwoch et fait des battles. Grâce à son dévouement et à sa popularité croissante, il est élu meilleur nouveau talent de l'émission de cette saison. Le 12 février 2016, il sort son premier album, produit par les Hijackers. En raison de l'attention croissante dans les mois précédents, Capital entre dans le top 100 des charts allemands. Il collabore à l'album High & hungrig 2 de Bonez MC et Gzuz.
En février 2017 sort son deuxième album, Makarov Complex, produit par Saven Musiq. Il atteint la deuxième place des ventes en Allemagne, est numéro un en Autriche et cinquième en Suisse. Son troisième album, BLYAT , paraît le 29 septembre 2017 et est troisième en Allemagne. En mars 2018, il annonce son nouvel album Berlin lebt. Avant et à sa sortie en juin 2018, les singles 5 Songs in einer Nacht et Neymar sont numéros un des ventes en Allemagne et en Autriche.

## Carrière
Capital Bra a commencé à écrire des paroles de rap à l'âge de onze ans. Après avoir été principalement actif dans la scène underground berlinoise, il est apparu pour la première fois en 2014 à l'événement hip-hop local Rap mercredi, où il a joué quelques batailles. En raison de son engagement et de sa popularité croissante, il a été élu meilleur nouveau venu de l'émission cette même saison. Le 12 février 2016, il sort son premier album, produit par les Hijackers. En raison de l'attention rapidement croissante au cours des mois précédents, Capital est entré dans le Top 100 des charts allemands avec l'album, où il a grimpé au numéro 32 pendant une semaine. En Autriche, il atteint le numéro 61.
En février 2017, son deuxième album est sorti, produit par Saven Musiq et porte le nom de complexe Makarov. Il a été dans les charts allemands pendant huit semaines et a atteint le numéro deux. En Autriche, il a atteint la première place, en Suisse, il était cinquième; il est resté dans les charts pendant trois semaines dans les deux pays. Début mai 2017, Capital Bra sort son premier EP Ibrakadabra, entre dans les charts suisses et reste au numéro 77 pendant une semaine.Son troisième album intitulé  Blyat sort le 29 septembre 2017 et entre dans les charts allemands et autrichiens au numéro 3 . En Suisse, il a atterri à la 5e place. Le 11 juin 2018, il a été annoncé que Capital Bra quittait son label spécialement fondé Team Kuku . Son quatrième album studio, Berlin Leben, est sorti le 22 juin 2018 chez The Cratez. Il a atteint la première place dans les charts allemands, autrichiens et suisses. L'album a atteint 55 semaines en allemand, 59 semaines en autrichien et 32 semaines dans les charts suisses. Comme le précédent album Blyat, il a remporté un disque d'or pour 100 000 ventes en Allemagne. Les quatre singles précédemment publiés ont atteint la première place des charts single en Allemagne et en Autriche. Neymar et One Night Stand ont atteint le statut de platine en Allemagne (400 000 ventes chacun) et les singles 5 Songs in einer Nacht et Berlin Lebt le statut d'or en Allemagne (200 000 ventes chacun). Le single Melodien, sorti en août 2018, a également atteint le numéro un des charts single et a été récompensé par un disque de platine en Allemagne. Avec cela, Capital Bra a pu placer cinq singles d'affilée au numéro un. Son prochain album en solo est sorti le 2 novembre 2018. Le 5 juillet 2018, le morceau Für euch alle est apparu avec Bushido et Samra, dans lequel Capital Bra annonce qu'il est désormais sous contrat avec Ersguterjunge. Le single a également atteint la première place en Allemagne et en Autriche, a remporté un disque d'or en Allemagne et est le seul numéro un de Bushido à ce jour.
En janvier 2019, Capital Bra et Samra se sont séparés du label Ersguterjunge de Bushido. Le jour de la séparation officielle, Capital a publié une déclaration d'une minute. Il y rend compte pour la première fois de la protection policière dont Bushido a bénéficié. Il a également accusé son ancien patron de label de coopérer avec la police et de trahir des amis et a été déçu par lui. Il a terminé sa déclaration par les mots «Mais nous ne sommes pas une équipe. La police est votre équipe maintenant ». À cet égard, le capital se moque parfois de Bushido depuis lors. En février 2019, il a été annoncé que Capital Bra avait fondé son propre label appelé Bra Musik. Fin août, Bushido a annoncé qu'il travaillait sur un nouvel album. Dans un post Instagram, il a écrit "Pensez-vous aussi que LaLaLa et LeLeLe suffisent?", ce qui a été compris comme une allusion et un dissident contre Capital, qui est connu pour l'utilisation fréquente d'onomatopés comme Lelele  Le 4 octobre, Berlin Leben 2 est sorti en tant qu'album de collaboration par Capital et Samra, qui a immédiatement atteint le numéro 1 en Allemagne, en Autriche et en Suisse. Sur les cinq singles publiés précédemment, quatre ont atteint la première place en Allemagne.
Le rappeur Ali471 a été le seul artiste à être signé le 13 septembre 2019. Le 31 janvier 2020, le patron du label de Bra Musik a de nouveau annoncé la séparation via Instagram. Cependant, il continue de souhaiter à Ali «seulement le meilleur» et a partagé son single Wir träumen groß.
Le 21 novembre 2019, le parquet de Berlin a confirmé une "enquête en cours sur une tentative d'extorsion de prédateur", dans laquelle il répertorie le rappeur Capital Bra comme une victime présumée. Quelques heures plus tôt, le journal Bild avait répandu des allégations selon lesquelles des membres des grandes familles arabes Miri et Al-Zein étaient censés faire chanter l'artiste pour une somme considérable (500 000 euros). Dans le même temps, la rumeur disait que le rappeur s'était tourné vers les autorités chargées de l'enquête et avait demandé de l'aide. En réponse aux tentatives de chantage, Capital a sorti le single vidéo Der Bratan bleibt der gleiche le 29 novembre, qui était également le premier single de son septième album studio, CB7 sorti le 18 septembre 2020.

## Style musical
Son style peut être attribué au rap de rue en particulier. En plus des morceaux de rap de rue, Capital apporte de plus en plus de chansons lyriques à partir de 2018, dans lesquelles, contrairement aux plus difficiles, l'utilisation de l'autoréglage et d'onomatopés comme lelele est souvent caractéristique. Les chansons les plus lyriques incluent par exemple les singles numéro 1 Neymar, One Night Stand, Melodien, Benzema, Prinzessa ou Cherry Lady, tandis que les singles numéro 1 comme Berlin Lebt, Roli Glitzer Glitzer, Wir Ticken, Tilidin ou Zombie à travers des "parties rap" plutôt dures et agressives sont marqués par Capital. L'une de ses marques de fabrique est l'utilisation fréquente du mot russe Bratan, ou Bra en abrégé (qui signifie frère en allemand). Sa signification est liée au contexte et est utilisée à la fois comme une auto-désignation, dans le sens de maté, comme synonyme d'âge. Pour les titres de ses premiers albums, il utilise des termes russes (Kuku Bra, complexe Makarov, Blyat).

## Vie privée
Il a deux fils.

## Discographie

### Album Studio
| Année | Titre Label                                             | Chartplatzierungen | Chartplatzierungen | Chartplatzierungen | Anmerkungen                                              |
| Année | Titre Label                                             | Allemagne          | Autriche           | Suisse             | Anmerkungen                                              |
| ----- | ------------------------------------------------------- | ------------------ | ------------------ | ------------------ | -------------------------------------------------------- |
| 2016  | Kuku BraBaba City, Chapter One, Universal               | 32 (1 Semaines)    | 61 (1 Semaines)    | —                  | Première version : 29. Janvier 2016                      |
| 2017  | Makarov KomplexAuf!Keinen!Fall!, Chapter One, Team Kuku | 2 (8 Semaines)     | 1(3 Semaines)      | 5 (3 Semaines)     | Première version : 3. Février 2017                       |
| 2017  | BlyatAuf!Keinen!Fall!, Team Kuku                        | 3 (51 Semaines)    | 3 (27 Semaines)    | 5 (4 Semaines)     | Première version : 29. Septembre 2017 Ventes : + 100.000 |
| 2018  | Berlin lebtTeam Kuku, Sony Music                        | 1 (55 Semaines)    | 1(59 Semaines)     | 1(32 Semaines)     | Première version : 22. Juin 2018 Ventes : + 100.000      |
| 2018  | AlleinErsguterjunge, Team Kuku, Sony Music              | 2 (17 Semaines)    | 3 (15 Semaines)    | 5 (9 Semaines)     | Première version : 2. Novembre 2018                      |
| 2019  | CB6Bra Musik, Urban                                     | 1 (54 Semaines)    | 1(73 Semaines)     | 2 (49 Semaines)    | Première version : 12. Avril 2019 Ventes : + 100.000     |
| 2020  | CB7Bra Musik, Urban                                     | 1(… Semaines)      | 1(… Semaines)      | 1(12 Semaines)     | Première version : 18. Septembre 2020                    |

Albums
- 2016 : Kuku Bra
- 2017 : Makarov Komplex
- 2017 : Blyat
- 2018 : Berlin lebt
- 2018 : Allein
- 2019 : CB6
- 2019 : Berlin lebt 2 (avec Samra)
- 2020 : CB7

Singles
- 2017 : Es geht ums Geschäft
- 2017 : Nur noch Gucci
- 2017 : Ghetto Massari
- 2017 : Kuku Sls
- 2017 : Wer hoch fliegt fällt tief
- 2017 : Zweistellige Haftstrafen
- 2018 : 5 Songs in einer Nacht
- 2018 : Neymar (feat. Ufo361)
- 2018 : One Night Stand
- 2018 : Berlin lebt
- 2018 : Melodien (feat. Juju)
- 2018 : Fightclub (feat. Samra & AK Ausserkontrolle)
- 2018 : Roli Glitzer Glitzer (feat. Luciano & Eno)
- 2018 : Allein
- 2018 : Ich liebe es (feat. Xatar & Samy)
- 2018 : Feuer
- 2018 : Benzema
- 2019 : Prinzessa
- 2019 : Khabib (avec Gringo & Kalazh44 feat. Hasan.K)
- 2019 : Capital Bra je m'appelle
- 2019 : Wir ticken (avec Samra)
- 2019 : Cherry Lady
- 2019 : Rolex (feat. Summer Cem & KC Rebell)
- 2019 : Wieder Lila (avec Samra)
- 2019 : Royal Rumble (avec Kalazh44 & Samra feat. Nimo & Luciano)
- 2019 : Tilidin (avec Samra)
- 2019 : Zombie (avec Samra)
- 2019 : Nummer 1 (avec Samra)
- 2019 : Huracan (avec Samra)
- 2019 : 110 (avec Samra & Lea)
- 2019 : Berlin lebt wie nie zuvor
- 2019 : Der Bratan bleibt der gleiche
- 2020 : 100k Cash (avec Samra)
- 2020 : Nicht verdient (avec Loredana)
- 2020 : Komm Komm
- 2020 : Bam Bam (avec Gringo)
- 2020 : Ich weiß nicht mal wie sie heißt (feat. Bozza)
- 2020 : Andere Welt (feat. Clueso & KC Rebell)
- 2020 : Danke dir Bruder
- 2020 : Frühstück in Paris (feat. Cro)
- 2020 : Berlin lebt immer noch
- 2020 : Einsam an der Spitze

Collaborations
- 2018 : Unterwegs (Bausa feat. Capital Bra)
- 2018 : Power (Ufo361 feat. Capital Bra)
- 2018 : Chinchilla (Summer Cem feat. KC Rebell & Capital Bra)
- 2018 : Für euch alle (Bushido feat. Samra & Capital Bra)
- 2018 : Hubba Bubba (Massiv feat. Capital Bra)
- 2019 : Quapo (Noah feat. Capital Bra)
- 2019 : DNA (KC Rebell feat. Summer Cem & Capital Bra)
- 2019 : Ghetto (Samra feat. Capital Bra, Brudi030 & Kalazh44)
- 2019 : Diamonds (Summer Cem feat. Capital Bra)
- 2020 : Berlin (Samra feat. Capital Bra)
- 2020 : 365 Tage (Samra feat. Capital Bra)
- 2020 : 7 Stunden (Lea feat. Capital Bra)
- 2020 : Imma Gute (Milonair feat. Capital Bra)